# Helicopis albescens
Helicopis albescens är en fjärilsart som beskrevs av Le Moult 1939. Helicopis albescens ingår i släktet Helicopis och familjen Riodinidae. Inga underarter finns listade i Catalogue of Life.